# 파주 파주리 당간지주
파주 파주리 당간지주(坡州 坡州里 幢竿支柱)는 대한민국 경기도 파주시 파주읍 파주리에 있다. 사찰의 입구에 세워 당간의 지탱을 위해 조성된 돌기둥이다. 2001년 12월 21일 파주시의 향토문화유산 제18호로 지정되었다.

## 개요
당간(幢竿)이란 사찰 앞에 ‘당(幢)’을 달기 위한 장대를 말하며, 이 장대를 세우기 위한 돌기둥을 당간지주(幢竿支柱)라 한다. 현재 우리나라에 당이 남아 있는 것은 거의 없으며 당간을 지탱했던 지주만이 주로 남아 있다. 당간 또한 오랜 세월이 경과함에 따라 도괴되고 파손되어 그 유례가 많지 않다. 현존하는 당간의 예는 《공주 갑사 철당간》(보물 제256호)을 비롯하여 《청주 용두사지 철당간》(국보 제41호) 등 철제 당간 2기와 《나주 동점문 밖 석당간》(보물 제49호), 《담양 객사리 석당간》(보물 제505호)과 비지정된 몇 기의 석제 당간이 있다. 당간지주는 돌로 만드는 것이 보통이나 철제, 금동제, 목제인 경우도 있다. 기본 형식은 두 기둥을 60~100cm 간격으로 양쪽에 세우고, 그 안쪽 면에 상대하여 간(竿)을 설치하기 위한 간구(竿口)나 간공(竿空)을 마련했다. 현재까지 알려진 당간지주들은 모두 통일신라시대 이후의 것으로 이곳의 당간지주 또한 통일신라, 혹은 고려시대에 사찰 앞에 세워졌던 것으로 추정되고 있다. 
파주리 당간지주는 현재 한 주(柱)만이 남아있으며 마을에서는 최근까지 본 유적이 조선시대 형장이었다고 구전되어 왔다. 따라서 이곳 돌기둥에 서려 있는 혼을 달래기 위해 현재까지도 매년 마을제를 지내오고 있으며 터주신으로 모시고 있다. 최근 이 돌기둥이 당간지주로 밝혀짐에 따라 파주시 향토유적으로 지정되었다.